# Madách-kastély

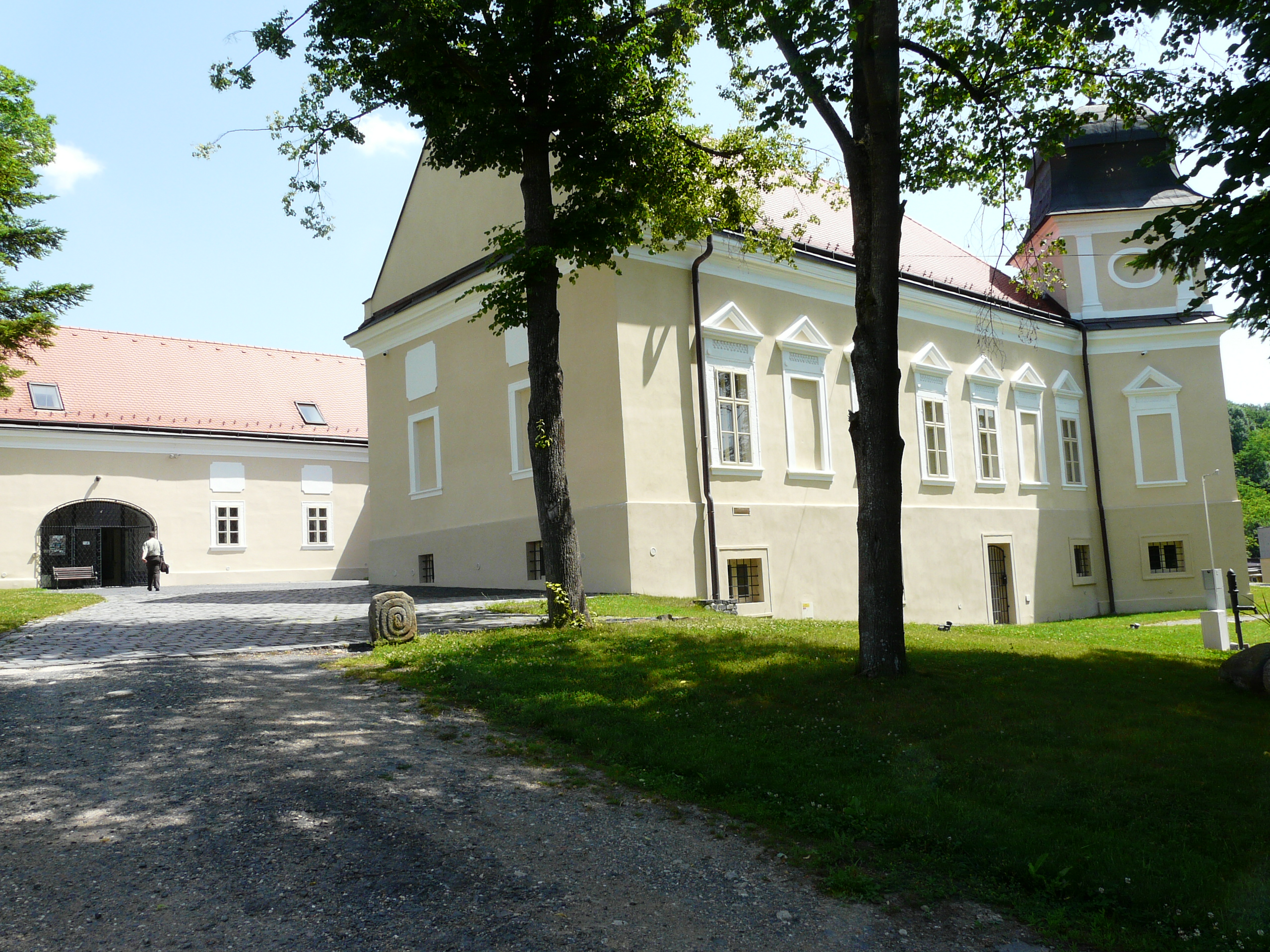
A kastély épülete. Balra hátul: bejárat a kiállításra

A Madách-kastély a Madách család egykori kastélya, Madách Imre szülőháza és lakhelye a szlovákiai Alsósztregován. Ma irodalmi emlékhely, állandó kiállítás.

## Története
A falu evangélikus temploma mellett, alacsony dombon álló, „eredetileg barokk, később klasszicistává átalakított épület”. Más forrás szerint „reneszánsz alapokon álló, barokk kúria”.
Sztregova a 15. századtól kezdve a Madách család birtoka volt. Eredeti kastélyuk 1717-ben leégett, és felújítása után, 1758-ben ismét leégett. A napjainkban látható kastélyról úgy tartják, hogy a 18. század végén az író nagyapja, Madách Sándor kezdte építeni. Csáky Károly szerint azonban Madách Sándor ezt az úgynevezett „új kastély”-t egy birtokrésszel együtt szerezte vissza a családnak és elkezdte rendbehozatni, a fia pedig, idősebb Madách Imre (a költő apja) befejezte, és környékét parkosította. (1883-ban még a „régi kastély” is állt – ma már nincs meg –, rajzát Kimnach László festménye alapján a Vasárnapi Ujság közölte). Az író ebben az „új kastély”-ban töltötte gyermek- és ifjúkorát 1844-ig, 1854-től itt volt lakhelye, és itt hunyt el 1864-ben.
Halála centenáriumának évében, 1964-ben az épületben irodalmi múzeumot rendeztek be, amely Madách és a régió több más nevezetes irodalmárának állított emléket. Később a kiállítást Madách-múzeummá alakították át, bár az írótól alig maradt eredeti relikvia. A kastélyt 1984-től kezdve restaurálták, és 1996-ban nyitották meg újra az irodalmi kiállítást.

### A 21. században

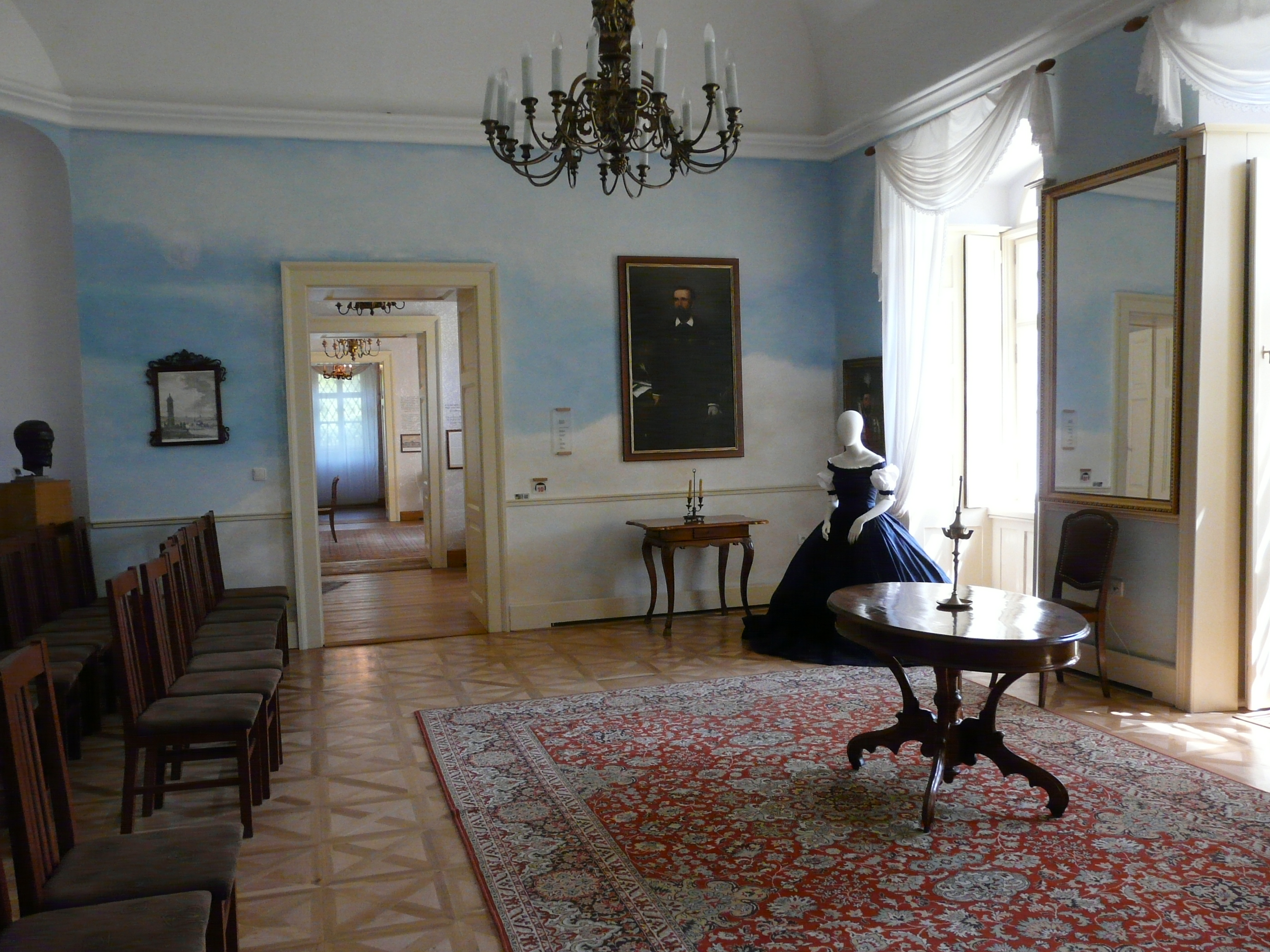
A kiállítás egyik terme

2003-tól a Szlovákiai Magyar Kultúra Múzeumának része lett. Akkor Kass János Tragédia-illusztrációiból nyílt kiállítás, 2004-től Zichy Mihálynak a Tragédiához készült illusztrációit mutatták be, később a gyűjtemény újabb szerzeményekkel bővült.
2010-ben a Szlovákiai Magyar Kultúra Múzeuma és Nógrád megye közös projektje elnyerte az Európai Unió pályázatát. Az összegből újították fel a csesztvei Madách Imre Emlékmúzeumot és Alsósztregován a kastélyt. A felújított, de még üres kastélyépületet 2013. januárban adták át, az állandó Madách Imre emlékkiállítást 2014. március 26-án nyitották meg.

## A kiállítás

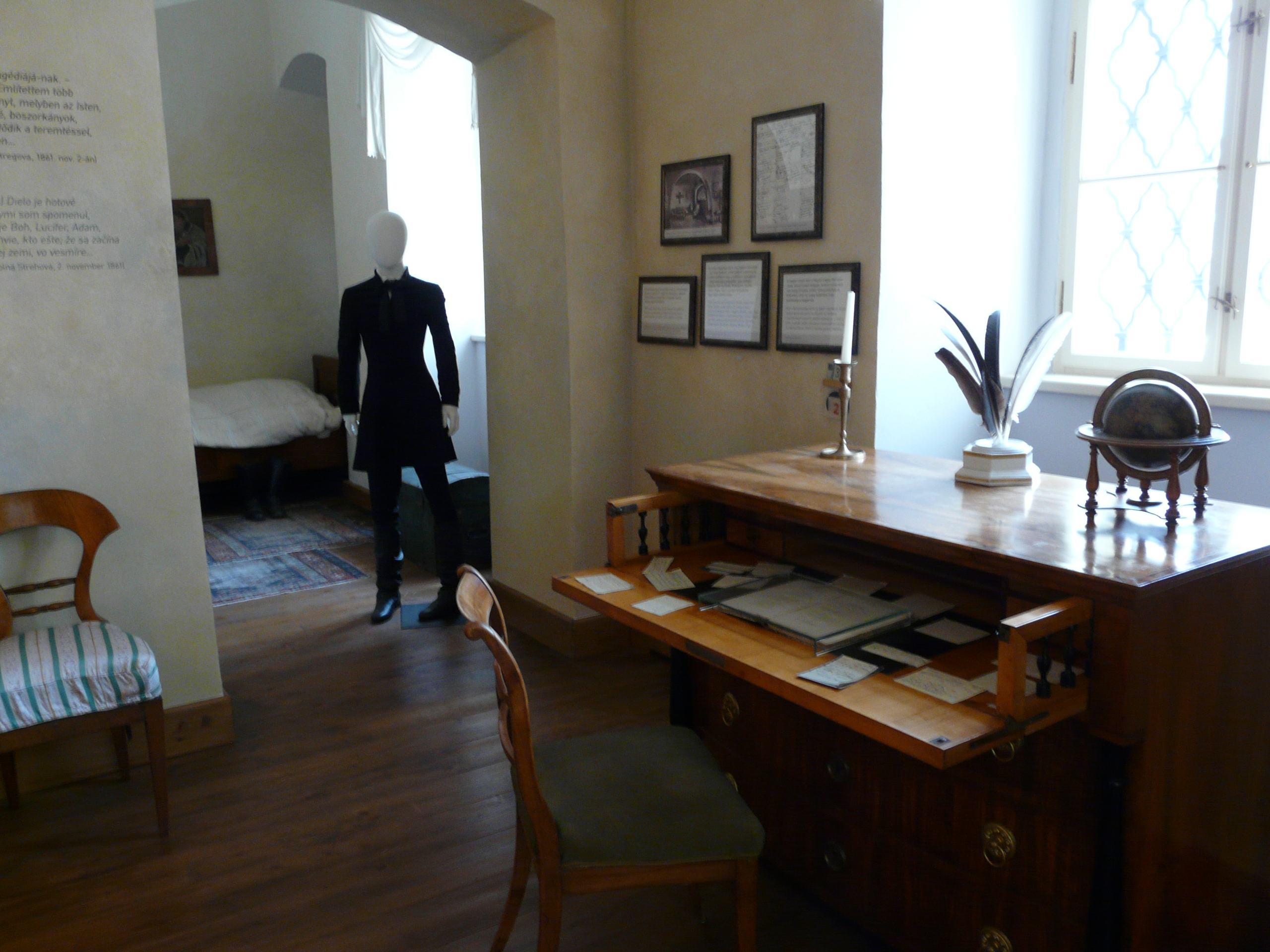
Madách Imre dolgozószobája (rekonstrukció)

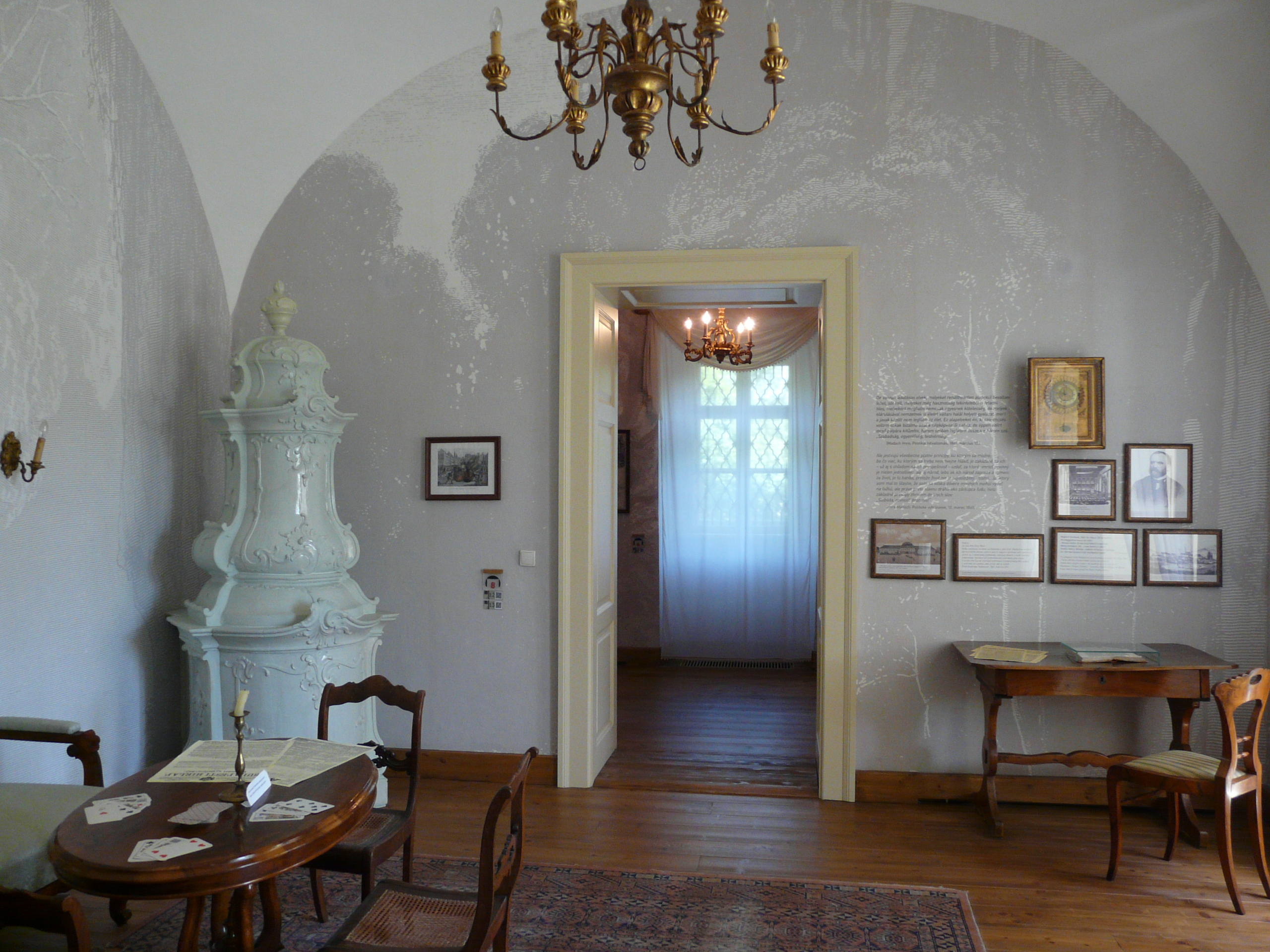
Szobarészlet a kiállításon

A kiállítást a kastélyépület földszinti termeiben alakították ki. Rögtön az elején korhű íróasztallal a költő lakó- és dolgozószobája látható, melyet oroszlánbarlangnak nevezett. Itt írta nagyobb műveit, köztük Az ember tragédiáját (az utolsó változatot 1859. február 17-től 1860. március 26-ig). A két-három további termet korabeli bútorokkal, igényes enteriőrökkel rendezték be, a falakon elhelyezett képek mellett rövid kétnyelvű (magyar és szlovák) ismertetések olvashatók. A kiállított darabok többnyire nem a Madách család eredeti berendezési tárgyai – azokból szinte semmi nem őrződött meg –, de így is érzékeltetik a 19. századi nemesi kúria életének hangulatát. A kiállítás második része Az ember tragédiája vázlatos tartalmával, főbb gondolataival ismerteti meg a látogatót. Ádám útját követve végigvezet mind a 15 színen, közben kiemelt idézeteket olvashatunk, belehallgathatunk a dráma egy-egy régi előadásának hang- vagy filmfelvételébe, megtekinthetjük színpadi díszletek makettjeit, majd a Tragédia különféle illusztrációit.
A kastélypark 2020-ban felújításra került. Új sétálóutakkal, padokkal, játszótérrel, rózsalugassal bővült, a park élővilágát pedig egy játékos, interaktív tanösvényen ismerhetjük meg. Egy távolabbi részén található az író (szintén felújított) síremléke: Rigele Alajos bronzszobra a karjait ég felé nyújtó Ádámot ábrázolja. Madách Imre hamvait eredetileg a falu temetőjében helyezték el, onnan 1936-ban kiemelték, és a parkban kialakított sírboltba helyezték. 